# Third Album
Third Album – trzeci album The Jackson 5, wydany przez Motown Records we wrześniu 1970 roku. Rozszedł się w nakładzie ponad 6 milionów egzemplarzy na całym świecie.

## Lista utworów
| 1.  | „I’ll Be There” Berry Gordy Jr. / Bob West / Hal Davis / Willie Hutch                                      | 3:59  |
|     | |       |
| 2.  | „Ready or Not Here I Come (Can’t Hide from Love)” [w oryginale wykonywane przez The Delfonics              | 2:34  |
|     | |       |
| 3.  | „Oh How Happy” Charles Hatcher – w oryginale wykonywane przez The Shades of Blue                           | 2:16  |
|     | |       |
| 4.  | „Bridge over Troubled Water” Paul Simon – w oryginale wykonywane przez Simon & Garfunkel                   | 5:52  |
|     | |       |
| 5.  | „Can I See You in the Morning” Deke Richards                                                               | 3:09  |
|     | |       |
| 6.  | „Goin' Back to Indiana” The Corporation                                                                    | 3:32  |
|     | |       |
| 7.  | „How Funky Is Your Chicken” [Lester Lee Carr / Richard Hutch / Willie Hutch]                               | 2:41  |
|     | |       |
| 8.  | „Mama’s Pearl” [The Corporation]                                                                           | 3:09  |
|     | |       |
| 9.  | „Reach In” [Beatrice Verdi]                                                                                | 3:28  |
|     | |       |
| 10. | „The Love I Saw In You Was Just a Mirage” Smokey Robinson – w oryginale wykonywane przez Smokeya Robinsona | 4:22  |
|     | |       |
| 11. | „Darling Dear” [George Gordy / Rosemary Gordy / Allen Story]                                               | 2:40  |
|     | |       |
|     | | 37:42 |
|     | |       |